# Frederic Lamond

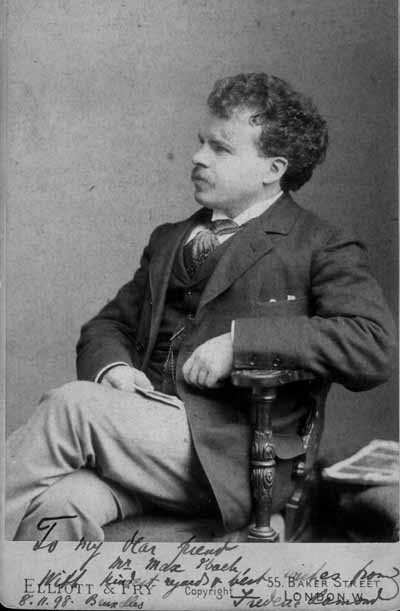
Frederic Lamond

Frederic Archibald Lamond [laˈmɔnd] (* 28. Januar 1868 in Glasgow; † 21. Februar 1948 in Stirling, Schottland) war ein schottischer Pianist, Komponist und Musikpädagoge.

## Jugend und Ausbildung
Sein um 19 Jahre älterer Bruder David bildete ihn zum Orgelspieler aus, so dass er 1878 – mit zehn Jahren – Organist in der Newhall Parish Church (Glasgow) wurde, wo sein Vater Chormeister war. Er musste vier Orgelwerke an jedem Sonntag spielen. Lamond erinnerte sich, dass seine Beine die Pedale nicht erreichten, so dass ein Stück von der Orgelbank abgesägt werden musste. Das waren die einzigen Probleme, die er hatte. Mit zwölf Jahren wurde er dann Organist an der Laurieston Parish Church. Gleichzeitig nahm er Violin-Unterricht bei H. C. Cooper in Glasgow und spielte auch Oboe und Klarinette. In Glasgow galt Lamond als „Wunderkind“.
Lamond hörte Hans von Bülow das erste Mal mit neun Jahren, als dieser 1877/1878 unter der Schirmherrschaft der Glasgow Choral Union für vier Monate als Dirigent engagiert war. Hier hörte er zum ersten Mal ein Werk von Liszt, und zwar das symphonische Gedicht „Les Préludes“. Durch die großzügige finanzielle Unterstützung der Stadtväter und auch seiner Geschwister reiste er im September 1882 in Begleitung seines Bruders David und seiner beiden Schwestern Elizabeth und Isabella nach Frankfurt. Er wollte gerne von Clara Schumann unterrichtet werden, doch sie nahm nur Schüler mit Empfehlung auf. So besuchte er 1882 das Raff-Konservatorium in Frankfurt, wo er Geigenunterricht bei Hugo Heermann nahm, jedoch gleichzeitig bei Max Schwarz Klavier und Anton Urspruch Komposition studierte. Hans von Bülow unterrichtete ihn in den Beethoven-Sonaten.
Als Lamond sein Studium 1885 am Konservatorium abschloss, gab ihm Max Schwarz ein Empfehlungsschreiben für Franz Liszt in Weimar. Weiterhin erhielt er eine Empfehlung von Carl Stasny, die an Arthur Friedheim, den Sekretär von Liszt, adressiert war. Dieser lud ihn zu einem Treffen im „Russischen Hof“ ein, wo Lamond die Bekanntschaft mit den Koryphäen der 1885er-Klasse von Liszt machte, d. h. neben Friedheim Carl Schroeder, Conrad Ansorge, Bernhard Stavenhagen, Alexander Siloti und Moriz Rosenthal. Am nächsten Tag hatte er seinen Termin bei Liszt. Dieser meinte nur „Schwarz schreibt, dass Sie eine gute Wiedergabe der Sonate Op. 106 liefern können. Nun gut, morgen Nachmittag um 4 Uhr möchte ich die Fuge von Ihnen hören.“ ('Schwarz writes that you can give a good rendering of Sonata Op. 106. Very well! Tomorrow afternoon, at four o'clock, let me hear you play the fugue!') Liszt nahm ihn als Schüler an und erteilte ihm viermal in der Woche Unterricht, wobei Lamond ihm sein ganzes Repertoire vorspielte. Später war er mit Liszt in Rom und noch einmal zusammen mit Stavenhagen 1886 in London, wo Liszt Lamonds erstem Auftritt am 15. April in der St. James Hall beiwohnte. Harold Bauer hat diese Begebenheit in seiner Autobiografie beschrieben.
- Bach/Tausig – Toccata und Fuge in d-Moll
- Beethoven – Appassionata Sonata, op. 57
- Chopin – Fantasie
- Brahms – Zwei Capriccios, op. 76
- Liszt – Harmonies du Soir, Feux Follets, Mazeppa
- Raff – Fantasie und Fugue op. 91
- Lamond – Impromptu
- Rubinstein-Walzer
- Liszt – Liebestraum, Ungarische Rhapsodie no. 9

## Erste Erfolge

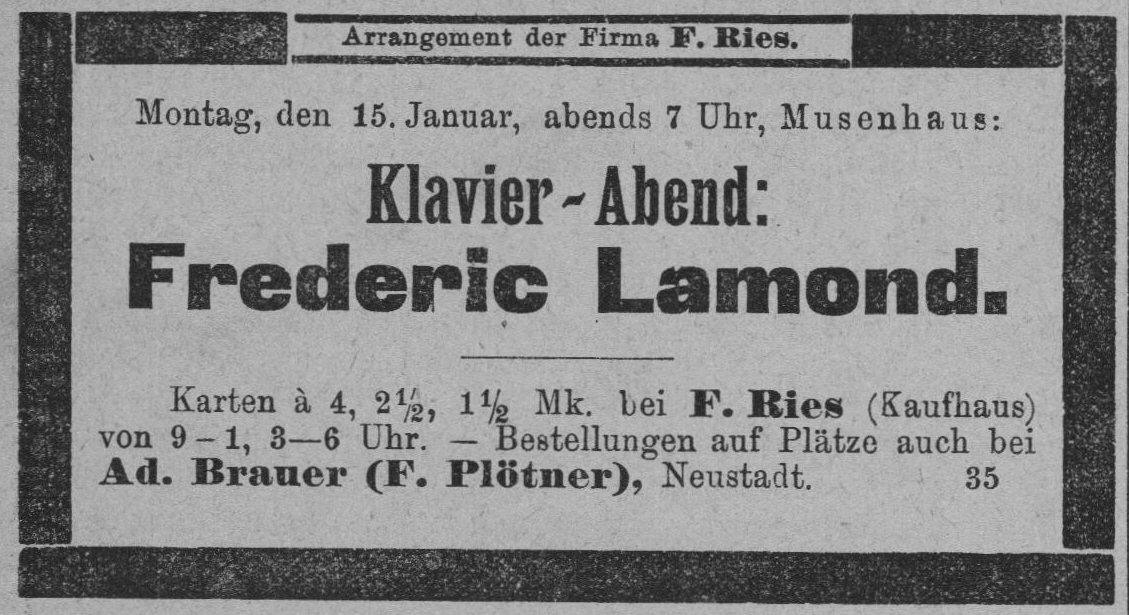
Zeitungsanzeige 1906

Im Februar 1886 gab Lamond einen Brahms-Abend in Wien mit folgendem Programm:
- 3. Klaviersonate f-moll op. 5
- eine Rhapsodie
- zwei Balladen
- Scherzo es-moll op. 4
- zwei Capriccios aus op. 76
- Variationen und Fuge über ein Thema von Händel B-Dur op. 24
- Variationen über ein Thema von Paganini (zwei Folgen) op. 35

Von Bülow hatte ihn gut auf die Musik von Brahms eingestimmt. Brahms war bereits im Oktober 1885 persönlich nach Meiningen gekommen, um die Premiere seiner 4. Sinfonie zu hören. Lamond war bei allen Proben anwesend, die von Bülow angesetzt hatte, auch als Brahms persönlich dirigierte. Lamond wurde von Brahms in sein eigenes Werk eingeführt.
1888 trat Lamond in St. Petersburg auf und wurde Anton Rubinstein vorgestellt, der seinen zweiten Auftritt besuchte.
Lamond hörte Pjotr Tschaikowski im Februar 1889 das erste Mal in Frankfurt, wo er ihm von Hans von Bülow vorgestellt wurde. Danach fuhr er nach London, wo Tschaikowski in der St. James Hall im April 1889 das 1. Klavierkonzert mit Wassili Sapelnikow als Solisten aufführte. Lamond war dermaßen beeindruckt, dass er es in sein Repertoire aufnahm und anschließend in ganz Großbritannien spielte, ebenso wie Tschaikowskis 2. Klavierkonzert und dessen Konzertfantasie für Klavier und Orchester. Er schrieb an Tschaikowski mit der Bitte, ihm eine Konzertreise in Russland zu ermöglichen, wo er dessen 1. Klavierkonzert spielen wolle. Dieser antwortete im Mai 1892, er habe mit Wassili Safonow gesprochen, das Programm der Russischen Musikgesellschaft für die Saison 1892/93 sei jedoch bereits ausgebucht. 1896, drei Jahre nach Tschaikowskis Tod, erhielt Lamond ein Telegramm von dessen ehemaligem Manager Hermann Wolff mit dem Angebot, vom 19. bis 31. Oktober in Moskau zu spielen.

## Solist und Pädagoge

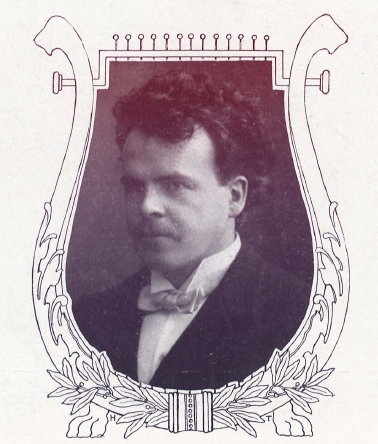
Frédéric Archibald Lamond, 1903.

Am 27. September 1905 nahm Lamond zwölf Klavierstücke für das Reproduktionsklavier Welte-Mignon im Leipziger Aufnahmestudio von Welte auf. Er war überzeugt von den Klavierrollen als damals einziger Möglichkeit der Wiedergabe.
Lamond war ein erfolgreicher Interpret der Werke von Brahms, Liszt und Camille Saint-Saëns, verdankt seine Anerkennung aber insbesondere der Interpretation des Klaviersonatenschaffens Ludwig van Beethovens, als deren herausragender Repräsentant im frühen 20. Jahrhundert er neben Artur Schnabel und Wilhelm Backhaus gelten kann. Der Musikverlag Breitkopf & Härtel veröffentlichte 1923 sämtliche 32 Klaviersonaten unter der Herausgeberschaft von Frederic Lamond. In den 1920er und 1930er Jahren machte Lamond viele Aufnahmen von Beethovens Werken (einschließlich des 5. Klavierkonzerts op. 73 mit Eugène Goossens (Dirigent, 1867)) für HMV.
1902 war Lamond das erste Mal in den USA und danach zwischen 1922 und 1929 noch viermal auf Tournee. In den Schuljahren 1923 und 1924 war er Lehrer für Klavier für fortgeschrittene Klassen an der 1921 gegründeten Eastman School of Music in Rochester. 1935 unternahm er eine Konzertreise durch Südamerika.
Lamond unterrichtete auch Meisterklassen am Konservatorium in Sondershausen.
Seit seiner Hochzeit 1904 mit der österreichischen Schauspielerin Irene Triesch (1875–1964), mit der Lamond eine Tochter hatte, lebte er bis zum Ersten Weltkrieg in Berlin und gab Privatunterricht. Er galt als angesehener Lehrer und unter seinen Schülern waren Gunnar Johansen, Jan Chiapusso, Ervin Nyíregyházi und Victor Borge. Johansen erzählte später, dass Lamond von ihnen als Erstes die Beherrschung von Bachs „Das Wohltemperierte Klavier“ wie auch der „Étuden“ von Adolf von Henselt verlangte. Lamond sprach perfekt Französisch, im Deutschen verstand er sogar die landestypischen Dialekte, ein wenig Russisch und Türkisch und im Alter studierte er noch die gälische Sprache.
1917 wurde Lamond Professor am Königlichen Konservatorium in Den Haag. Später lebte er wieder in Berlin, bevor er 1938 wegen der nationalsozialistischen Regierung zurück nach Schottland ging.

## Späte Jahre
Lamond befand sich in Prag, als 1938 die deutschen Truppen dort einmarschierten. Nach seiner Flucht aus Deutschland stand er vor dem Nichts. Er gab 1940 Klavierunterricht an der Academy of Music in Glasgow. Während des Krieges gab er noch in paar Konzerte in Schottland, Bath und London, wo er 1945 in der Wigmore Hall angekündigt wurde mit „Lamond – the greatest living exponent of Beethoven“ (Lamond – der größte lebende Repräsentant von Beethoven). Eine weitere Einkommensquelle waren Radiosendungen mit der BBC.
1986 wurde zur Erinnerung an Lamond die „The Scottish International Piano Competition“ (Internationaler schottischer Klavierwettbewerb) ins Leben gerufen, deren erster Preisträger mit der Frederic-Lamond-Goldmedaille ausgezeichnet wird.

## Werke
- Klavierstücke Op. 1.
- Klaviertrio h-moll für Pianoforte, Violine u. Violoncello Op. 2.
- Symphonie A-Dur Op. 3 (1893).
- Ouvertüre aus dem schottischen Hochlande, Concert-Ouverture für großes Orchester Op. 4.